# Меморијални рељеф у Ћуприји
Меморијални рељеф у Ћуприји, постављен је на зиду ОШ „Ђура Јакшић” у центру Ћуприје, посвећен је жртвама НОБ-а и представља приказ антифашистичког отпора за време Другог светског рата.
Поред рељефа постоји спомен плача са стиховима: Свака стопа тла је крвљу натопљена нашом крвљу земља је постала занавек наша.
Постављен је на месту где су 29. септембра 1941. године стрељани припадници Параћинско-ћупријског партизанског одреда. Сама композиција је карактеристична за време у којем је настала и у духу је Соцреализма. 
Рад је академског вајара Милорада Митровића из Ћуприје.